# Mnozil Brass
(Slogan di presentazione del gruppo.)
I Mnozil Brass sono un gruppo di musicisti austriaco formatosi a Vienna nel 1992. Sono celebri in tutto il mondo per i loro spettacoli in cui combinano abilmente comicità e virtuosismo.

## Storia del gruppo
L'attività di questo ensemble di ottoni ha avuto origine dall'incontro casuale dei membri presso la taverna di Josef Mnozil, che darà poi anche il nome al gruppo. Il luogo si trova vicino all'Università di musica e spettacolo di Vienna dove tutti i membri all'epoca erano studenti e si sono successivamente laureati.
Ad iniziare dal 1992 la band suona, canta e e si esibisce in divertenti scenette senza imbarazzo e in completa libertà per quanto riguarda generi musicali ed argomenti passando con disinvoltura attraverso vari stili e generi musicali: folk, jazz, tango, opere di grandi compositori quali Bach, Mozart, ma anche i Queen per giungere sino al rap. Lo scopo principale è proprio quello di conservare e trasmettere agli altri il piacere nel fare musica.
Dal 1996 iniziano a tenere regolarmente dei concerti, prima in Austria, poi in Svizzera e Germania.
Attualmente il gruppo è presente in molti circuiti concertistici di tutto il mondo esibendosi con oltre 120 concerti all'anno.

## Formazione

### Formazione attuale
- Thomas Gansch (tromba)
- Robert Rother (tromba)
- Roman Rindberger (tromba) (dal 2004)
- Leonhard Paul (trombone e tromba basso)
- Gerhard Füßl (trombone)
- Zoltán Kiss (trombone) (dal 2005)
- Wilfried Brandstötter (tuba)

### Ex componenti
- Wolfgang Sohm (tromba) (fino al 2004)
- Sebastian Fuchsberger (trombone) (fino al 2004)
- Ed Partyka (trombone) (fino al 2005)

## Discografia e Videografia
- Volksmusik aus Österreich No Ziel (con Gansch Schwestern)
- Aufhorchen Klangbilder
- Wenn der Kaiser grooved (CD)
- Dasselbe in grün (CD)
- Zimt (CD)
- Smoke live (CD)
- Ragazzi (CD)
- Seven (DVD)
- Das Trojanische Boot (DVD)
- What Are You Doing With The Rest Of Your Life? (CD)
- Das Gelbe vom Ei - La Crème de la Crème (DVD)
- Irmingard (DVD)
- Almrausch (CD)
- Magic Moments (DVD)